# Stefano Ticci
Stefano Ticci, född den 13 maj 1962 i Forte dei Marmi, Italien, är en italiensk bobåkare.
Han tog OS-brons i herrarnas tvåmanna i samband med de olympiska bobtävlingarna 1994 i Lillehammer.